# Милан Бадељ
Милан Бадељ (Загреб, 25. фебруар 1989) је хрватски фудбалер, који игра на позицији везног играча за фудбалску репрезентацију Хрватске и Ђенову.

## Клупска каријера

### Младост
Бадељ је као седамнаестогодишњак приступио Динаму из Загреба, 2007. године, након што је напустио НК Загреб. У сезони 2007/08. године био је на позајмици у НК Локомотива Загреб. Одиграо је 28 мечева за Локомотиву и постигао 7 голова.

### Динамо Загреб
Бадељ је још као изузетно млад забележен од стране Динама, као могућа замена за Луку Модрића.
Године 2008. Бадељ је приступио првом тиму. Прву утакмицу за Динамо као сениор имао је у оквиру квалификација за Лигу шампиона, на утакмици против Линфилда. Први гол за Динамо постигао је против Ријеке, а његов тим победио је резултатом 2–0.
Био је кључни играч свог клуба у сезони 2011/12, у оквиру квалификација за Лигу шампиона. Играо је у свих шест утакмица за свој клуб.

### Хамбургер
Бадељ је приступио Хамбургу у августу 2012. године. Први гол за Хамбургер постигао је 27. новембра 2012. године на мечу против ФК Шалке 04, а његов тим победио је резултатом 3–1.

### Фјорентина
Бадељ је 31. августа 2014. године потписао уговор за ФК Фјорентина, за коју је одиграо 108 утакмица, а постигао 6 голова. За Фјорентину играо је до средине 2018. године.

## Статистика каријере

### Клупска
До 13. маја 2018.
| Перформансе клуба | Перформансе клуба             | Перформансе клуба   | Лига | Лига | Куп          | Куп          | Остало | Остало | Континентални куп | Континентални куп | Укупно | Укупно |
| Сезона            | Клуб                          | Лига                | Ута  | Гол  | Ута          | Гол          | Ута    | Гол    | Ута               | Гол               | Ута    | Гол    |
| Хрватска          | Хрватска                      | Хрватска            | Лига | Лига | Куп Хрватске | Куп Хрватске | Остало | Остало | Европа            | Европа            | Укупно | Укупно |
| ----------------- | ----------------------------- | ------------------- | ---- | ---- | ------------ | ------------ | ------ | ------ | ----------------- | ----------------- | ------ | ------ |
| 2007/08           | Локомотива Загреб (позајмица) | Трећа лига Хрватске | 28   | 7    | —            | —            | —      | —      | —                 | —                 | 28     | 7      |
| 2008/09           | Динамо Загреб                 | Прва лига Хрватске  | 31   | 4    | 7            | 1            | —      | —      | 12                | 1                 | 50     | 6      |
| 2009/10           | Динамо Загреб                 | Прва лига Хрватске  | 27   | 11   | 2            | 1            | —      | —      | 11                | 2                 | 40     | 14     |
| 2010/11           | Динамо Загреб                 | Прва лига Хрватске  | 29   | 6    | 8            | 3            | 1      | 0      | 11                | 0                 | 49     | 9      |
| 2011/12           | Динамо Загреб                 | Прва лига Хрватске  | 24   | 3    | 6            | 2            | —      | —      | 12                | 1                 | 42     | 6      |
| 2012/13           | Динамо Загреб                 | Прва лига Хрватске  | 2    | 1    | —            | —            | —      | —      | 6                 | 1                 | 8      | 2      |
| Немачка           | Немачка                       | Немачка             | Лига | Лига | Куп Немачке  | Куп Немачке  | Остало | Остало | Европа            | Европа            | Укупно | Укупно |
| 2012/13           | Хамбургер                     | Бундеслига          | 31   | 1    | —            | —            | —      | —      | —                 | —                 | 31     | 1      |
| 2013/14           | Хамбургер                     | Бундеслига          | 29   | 1    | 4            | 0            | 2      | 0      | —                 | —                 | 35     | 1      |
| 2014/15           | Хамбургер                     | Бундеслига          | 2    | 0    | 1            | 0            | —      | —      | —                 | —                 | 3      | 0      |
| Италија           | Италија                       | Италија             | Лига | Лига | Куп Италије  | Куп Италије  | Остало | Остало | Европа            | Европа            | Укупно | Укупно |
| 2014/15           | Фјорентина                    | Серија А            | 21   | 1    | 3            | 0            | —      | —      | 13                | 0                 | 37     | 1      |
| 2015/16           | Фјорентина                    | Серија А            | 27   | 1    | 1            | 0            | —      | —      | 7                 | 0                 | 35     | 1      |
| 2016/17           | Фјорентина                    | Серија А            | 33   | 2    | 2            | 0            | —      | —      | 6                 | 0                 | 41     | 2      |
| 2017/18           | Фјорентина                    | Серија А            | 27   | 2    | 0            | 0            | —      | —      | —                 | —                 | 27     | 2      |
| Укупно            | Хрватска                      | Хрватска            | 141  | 32   | 23           | 7            | 1      | 0      | 52                | 5                 | 217    | 44     |
| Укупно            | Немачка                       | Немачка             | 62   | 2    | 5            | 0            | 2      | 0      | —                 | —                 | 69     | 2      |
| Укупно            | Италија                       | Италија             | 108  | 6    | 6            | 0            | —      | —      | 26                | 0                 | 140    | 6      |
| Укупно у каријери | Укупно у каријери             | Укупно у каријери   | 311  | 40   | 34           | 7            | 3      | 0      | 78                | 5                 | 426    | 52     |

### Репрезентативна
до 1. јула 2018.
| Хрватска | Хрватска | Хрватска |
| Год      | Ута      | Гол      |
| -------- | -------- | -------- |
| 2010     | 2        | 0        |
| 2011     | 1        | 1        |
| 2012     | 4        | 0        |
| 2013     | 2        | 0        |
| 2014     | 2        | 0        |
| 2015     | 6        | 0        |
| 2016     | 12       | 0        |
| 2017     | 6        | 0        |
| 2018     | 5        | 1        |
| Укупно   | 40       | 2        |

### Репрезентација
| # | Датум             | Локација                                 | Противник | Гол | Резултат | Такмичење                                 |
| - | ----------------- | ---------------------------------------- | --------- | --- | -------- | ----------------------------------------- |
| 1 | 2. септембар 2011 | Национални стадион Та Кали, Атард, Малта | Малта     | 2–0 | 3–1      | Квалификације за Европско првенство 2012. |
| 2 | 26. јун 2018      | Ростов арена, Ростов на Дону, Русија     | Исланд    | 1–0 | 2–1      | Светско првенство у фудбалу 2018.         |

## Највећи успеси

### Динамо Загреб
- Првенство Хрватске (4) : 2008/09, 2009/10, 2010/11, 2011/12.
- Куп Хрватске (3) : 2008/09, 2010/11, 2011/12.
- Суперкуп Хрватске (1) : 2010.

### Лацио
- Куп Италије: 2018/19.

### Репрезентација Хрватске
- Светско првенство : финале 2018.